# Kuchiki Rukia
Kuchiki Rukia (Nhật: 朽木 ルキア) là một nhân vật hư cấu trong bộ anime và manga Bleach do Kubo Taito sáng tạo. Trong truyện, cô là một Shinigami (死神 (Tử Thần)), có nhiệm vụ loại bỏ và tiêu diệt các linh hồn bị vấy bẩn, mà số phận bất hạnh của chúng là sát hại tàn nhẫn và nuôi các sinh vật sống. Các Shinigami như cô gọi chúng là các Hollow. Bên cạnh nhiệm vụ tiêu diệt Hollow, mục tiêu chính của Rukia trong vai trò Shinigami là truyền linh hồn của những người chưa qua được Linh Giới (Soul Society) để giúp họ sang được đó bằng phép konso. Ở đầu truyện, sau lần gặp gỡ ngắn ngủi với nhân vật chính Kurosaki Ichigo (cậu có thể nhìn thấy những vật thể siêu nhiên Shinigami), cô đã truyền lại sức mạnh của mình cho cậu nhằm làm tròn bổn phận của một Shinigami. Rukia đã xuất hiện trong một số tác phẩm truyền thông khác của Bleach, gồm bốn phần phim điện ảnh, hai bộ OVA và một số trò chơi video.
Rukia là nhân vật được đầu tiên của truyện do Kubo sáng tạo, anh lấy cô làm nguyên mẫu để xây dựng thiết kế của các Shinigami khác. Đa phần những phản ứng đối với nhân vật là tích cực. Những điểm khác biệt của cô với các nhân vật nữ chính shōnen thông thường, cũng như tương tác của cô với các nhân vật khác đều nhận được lời khen. Ngoài ra, cô thường xếp thứ hai trong các cuộc bầu chọn về độ phổ biến trong Bleach của Weekly Shōnen Jump, và liên tục là nhân vật nữ nổi tiếng nhất trong các cuộc bầu chọn này. Những mặt hàng thương mại dựa trên ngoại hình Rukia đã được bày bán trên thị trường, gồm cả búp bê nhồi bông và một số tượng nhỏ.

## Sáng tạo và xây dựng nhân vật
Bleach lần đầu ra đời xuất phát từ mong muốn vẽ một Shinigami mặc bộ kimono của Kubo Taito, và đây là nền tảng để thiết kế các Shinigami. Do đó mà Kuchiki là nhân vật đầu tiên được tác giả sáng tạo, rồi Kubo thiết kế các nhân vật khác của truyện dựa theo cô. Trước khi quyết định cho tất cả Shinigami mang kiếm, ban đầu Kubo định cho họ cầm súng, còn chỉ mình Rukia dùng lưỡi hái. Tuy nhiên, anh đã đổi ý khi chế tác bộ kimono cho Shinigami. Kubo còn nói rằng Rukia không giống nhân vật chính lắm, nên anh đã sáng tạo Kurosaki Ichigo để chọn làm nhân vật chính của truyện, còn Rukia làm nhân vật nữ chính đầu tiên. Tạo hình ban đầu của Ichigo có mái tóc đen giống Rukia; Kubo đã điều chỉnh ngoại hình của Ichigo tương phản với cô, anh vẽ Ichigo có tóc cam và bản mặt cau có đặc trưng.
Về tên gọi, Kubo cho rằng vì Kuchiki "giống một Shinigami", nên anh muốn tên cô cũng giống như tên mà một Shinigami sử dụng. Khi chọn họ của cô, anh cân nhắc dùng "Kuchiru" (朽ちる nghĩa là "mục rữa") vì nó nghe giống tên của Shinigami, và rồi quyết định sử dụng "Kuchiki" (朽木 (Hủ Mộc) nghĩa là "gỗ mục"). Anh nói thêm rằng có lần anh từng nghe cái tên giống "Kuchiki Rukia" trên truyền hình Nhật Bản, và thích nó đến nỗi chọn luôn làm tên cô. Tên đầu của cô ra đời do Kubo nghe cái tên tiếng Latinh của hoa cúc chuồn trên truyền hình, và quyết định rằng cái tên ấy thật sự hợp với cô, vì nguyên gốc tiếng Latinh trong tên cô có nghĩa là "ánh sáng" và Kubo xem cô là "ánh sáng rọi đường cho Ichigo." Shonen Jump từng hỏi trong một cuộc phỏng vấn rằng liệu Kubo có ý định kết Ichigo và Rukia thành một cặp không, song Kubo chẳng lựa chọn xác nhận hay phủ nhận. Sau khi thiết kế thanh zanpakutō của Rukia, Kubo nhận thấy anh cực kỳ thích nó và biến nó thành thanh kiếm đẹp nhất truyện.
Khi Kubo được đề nghị làm trang bìa có nhân vật nữ nhân dịp Giáng Sinh, ban đầu anh nghĩ tới dùng Rukia. Sau đó anh đổi ý sang sử dụng Inoue Orihime vì thấy Orihime hợp với vai trò đó hơn. Tuy nhiên, Kubo bình luận rằng anh từng vẽ một bức minh họa Giáng Sinh với Rukia, và anh đã nhận được đề xuất từ một số người hâm mộ muốn thấy bức hình ấy. Tuy nhiên, Kubo thấy anh thích Rukia có mặt trong các bức minh họa khi cô thể hiện gương mặt đau đớn, như lúc mà cô sắp bị hành quyết trong manga.

## Xuất hiện

### TrongBleach
Rukia gặp Ichigo giữa lúc bị một Hollow tấn công. Sau khi bị thương nặng, cô chuyển sức mạnh của mình sang cậu để cứu chính họ. Do bị mất sức mạnh, Rukia không thể trở về Linh Giới. Cô đồng hành cùng Ichigo ở nhân giới, định ở lại cho đến khôi phục được sức mạnh. Vì thế năng lực duy nhất cô có được là phép thần chú kidō, nhưng chúng lại bị hạn chế cả về mặt sức mạnh lẫn tính đa dạng. Cô sử dụng kidō nhằm giữ chân, chữa trị và tấn công đối phương. Nhờ khoảng thời gian ở cùng Ichigo, Rukia cố gắng thấu hiểu sâu sắc về nội tâm của cậu. Quan hệ của Rukia với Ichigo rất độc đáo, bất chấp mới biết nhau một khoảng thời gian tương đối ngắn, Ichigo có thể dễ dàng tâm sự và xem cô là người bạn đích thực vì cô thường động viên và thấu hiểu cảm xúc của cậu. Trong thời gian ở nhân giới, Rukia vẫn chưa liên lạc về Linh Giới, thế nên Kuchiki Byakuya và Abarai Renji được cử đi tìm Rukia và đưa cô về Linh Giới. Sau khi thành công đưa cô về, Rukia bị kết án tử vì đã vận chuyển sức mạnh Shinigami của mình cho con người. Biết tin ấy, Ichigo liền đi tới Linh Giới để cứu cô.
Trong tiểu phần này, quá khứ của Rukia được tiết lộ. Cô mất lúc còn nhỏ và được gửi tới Linh Giới cùng chị gái Hisana. Dù ban đầu Hisana cố bảo vệ và chu cấp cho Rukia, nhưng cô không thể đảm bảo chính cuộc sống của mình khi đang chăm sóc một đứa bé, vì thế cô đã bỏ rơi Rukia. Khi Rukia lớn lên, cô kết bạn với Abarai Renji và được nhận vào học viện Shinigami. Tại đây cô được gia tộc nhà Kuchiki nhận nuôi. Một năm trước khi Rukia được nhận nuôi, Hisana qua đời sau khi yêu cầu Byakuya tìm kiếm và nhận Rukia làm em gái nuôi. Rukia không hề biết về việc này cho tới khi Byakuya thú nhận với cô. Khi được nhận vào Đội 13, Rukia kết bạn với Shiba Kaien - đội phó đội 13 và tập luyện dưới sự hướng dẫn của anh. Trong một lần thực hiện nhiệm vụ, Kaien bị Hollow hấp thụ và Rukia vô tình lấy mạng anh ta.

Rukia sử dụng năng lực "Some no mai, Tsukishiro" trong shikai của Sode no Shirayuki

Khi đang tìm cách lấy lại tự do, Rukia bị Aizen Sōsuke và đồng bọn của y ngăn cản. Aizen không chỉ tiết lộ chính y đã dàn dựng vụ hành quyết Rukia, mà còn tiết lộ bên trong cơ thể cô có cất trữ Hōgyoku ("Băng Ngọc") - một vật tạo tác quyền năng do Urahara Kisuke làm ra và đặt trong đó. Vật này vận chuyển sức mạnh của Shinigami sang đám Hollow và ngược lại. Vì muốn đoạt lấy Hōgyoku, Aizen hi vọng sau khi cô tử vong y sẽ tiếp cận được nó, song y chọn một giải pháp khác mà không cần đoạt mạng cô. Sau khi lấy Hōgyoku khỏi người Rukia, Aizen và đồng bọn của y trốn khỏi Linh Giới, còn Rukia được xử trắng án. Với Hōgyoku, Aizen có thể tạo ra một đội quân Arrancar, sử dụng chúng để tấn công Ichigo và bạn bè cậu một khi chúng trở về nhân giới. Rukia và một nhóm Shinigami khác được cử tới hỗ trợ nhằm đối đầu với Arrancar. Tuy nhiên sau khi Aizen bắt được Inoue Orihime, họ được lệnh trở về Linh Giới. Thanh zanpakutō của Rukia mang tên Sode no Shirayuki (袖白雪 (Tụ Bạch Tuyết)), cũng được tiết lộ là một thanh đao phủ toàn màu trắng, nó được công nhận là thanh zanpakutō đẹp nhất Linh Giới. Sode no Shirayuki sử dụng băng để tấn công, mỗi năng lực của nó được Rukia gọi là các "vũ điệu". Ở mùa anime thứ 13, Sode no Shirayuki xuất hiện dưới hình dạng yukionna, do diễn viên Sonozaki Mie lồng tiếng.
Sau khi biết tin Aizen bắt cóc Orihime, Rukia cùng bạn bè đi tới Hueco Mundo để cứu cô. Tại đây, Rukia chạm mặt Espada mang tên Aaroniero Arruruerie, và y tiết lộ đã chiếm hữu cơ thể của Kaien. Đau buồn khi không cứu được thầy của mình khỏi bị Hollow kiểm soát như dự định ban đầu, Rukia đã đoạt mạng Aaroniero. Rukia bị thương nặng trong trận chiến, mãi đến khi Linh Giới cử quân tiếp viên tới Hueco Mundo thì cô mới được hồi sinh và chữa trị vết thương. Sau đó cô hỗ trợ Ichigo giải cứu Orihime khỏi Espada Ulquiorra Cifer bằng cách giao chiến với các Arrancar khác. Sau khi Ichigo đánh bại Aizen, Rukia nói lời chia tay Ichigo, rồi cậu mất đi sức mạnh và cả năng lực nhìn thấy Shinigami.
17 tháng sau, Rukia (giờ đây nắm chức đội phó Đội 13) trở lại hỗ trợ Ichigo khôi phục sức mạnh Shinigami cho cậu, rồi họ dấn thân chiến đấu với Fullbringer Dokugamine Riruka. Khi Linh Giới bất ngờ bị Wandenreich (một tổ chức gồm các Quincy sống sót sau nạn diệt chủng 1000 năm trước) tấn công, Rukia phát hiện ra Byakuya bị Äs Nodt tấn công và bị hạ gục trước khi cô kịp tới hỗ trợ. Rukia bị đưa tới Royal Dimension để chữa trị vết thương, rồi được Hyosube Ichibei chỉ dạy để đạt trạng thái bankai, Hakka no Togame (白霞罸 (Bạch Hà Phạt)). Trở lại Linh Giới và thấy Wandenreich tiếp tục tấn công lần hai, Rukia sử dụng sức mạnh bankai mới khai mở để đánh bại Äs. Trong các trận đánh sau đó với Schutzstaffel của Yhwach, Rukia cùng với nhiều Shinigami cấp cao nhanh chóng bị Gerard Valkyrie đánh bại. Sau khi Ichigo đánh bại Yhwach, Rukia trở thành đội trưởng mới của Đội 13 và kết hôn với Renji. Họ có một cô con gái tên là Ichika.

### Trong các tác phẩm khác
Rukia xuất hiện trong một số tác phẩm khác ngoài anime và manga Bleach. Cô có mặt trong bốn bộ anime điện ảnh trong nhượng quyền: cô đấu với Dark Ones cùng các đồng đội Shinigami khác trong Bleach: Memories of Nobody, đồng thời hỗ trợ tìm kiếm Hitsugaya Tōshirō trong Bleach: The DiamondDust Rebellion. Rukia có vai trò trung tâm ở phần phim điện ảnh thứ ba Bleach: Fade to Black, trong phim cô bị hai tên côn đồ bắt cóc và tẩy não, rồi sau biến thành 'Dark Rukia'. Trong phần phim điện ảnh thứ tư Bleach: Hell Verse, Rukia hỗ trợ Ichigo giải cứu em gái Yuzu khỏi vực sâu của Địa Ngục. Rukia xuất hiện trong tất cả các bộ OVA trong loạt phim, hỗ trợ Ichigo trong Memories in the Rain và chạm trán Shinigami giả danh Baishin trong The Sealed Sword Frenzy. Trong Rock Musical Bleach, một vở nhạc kịch dựa trên loạt phim Bleach, cô được thể hiện bởi Satō Miki. Trong các trò chơi video Bleach, Rukia là một nhân vật người chơi trong mọi trò chơi, bao gồm cả loạt Heat the Soul và Blade Battlers. Trong một vài trò chơi, cả dạng người lẫn dạng Shinigami đều xuất hiện dưới dạng các nhân vật riêng biệt, còn Dark Rukia là một nhân vật người chơi trong Heat the Soul 6 và Heat the Soul 7. Rukia xuất hiện ở bản chuyển thể người đóng của bộ manga mang tên Bleach. Cô được thể hiện bởi diễn viên Sugisaki Hana và phim lấy bối cảnh ở tiểu phần Đặc vụ Shinigami, khi cô buộc phải chuyển sức mạnh của mình sang Ichigo. Bộ phim khởi chiếu tại Nhật Bản vào ngày 20 tháng 7 năm 2018.

## Đón nhận
Rukia có thứ hạng cao trong các cuộc bầu chọn trong bộ truyện của Weekly Shōnen Jump, cô xếp trong top 5 nhân vật nổi tiếng nhất ở cả bốn cuộc bầu chọn. Cô được liệt là nhân vật nổi tiếng thứ hai sau Ichigo ở hai cuộc bầu chọn đầu tiên, rồi tụt xuống thứ ba ở cuộc bầu chọn thứ ba, xếp sau Hitsugaya Tōshirō. Đầu năm 2008, cô được bầu là nhân vật nổi tiếng thứ hai trong Bleach, nhận được 383 lá phiếu ít hơn quán quân là Hitsugaya Tōshirō. Thanh zanpakutō, Sode no Shirayuki của cô xếp thứ hai trong cuộc bầu chọn về độ nổi tiếng của zanpakutō trong truyện. Năm 2009, Rukia đứng thứ tư trong một cuộc khảo sát do nhà phân phối âm nhạc Nhật Bản Recochoku tiến hành mang tên "Nhân vật tôi muốn lấy làm cô dâu". Trong một cuộc bầu chọn nhân vật (2007) từ tạp chí Nhật Bản Newtype, Rukia có mặt trong số những nhân vật nữ nổi tiếng nhất trong anime. Cô còn xuất hiện hai lần trong các cuộc bầu chọn của Anime Grand Prix, đứng trong hàng ngũ các nhân vật nữ anime nổi tiếng nhất. Khách hàng của NTT bầu chọn cô là nhân vật nữ tóc đen yêu thích nhiều thứ tám của họ trong anime.
Những mặt hàng thương mại dựa trên ngoại hình Rukia đã được bày bán trên thị trường, gồm móc khóa, búp bê nhồi bông, và tượng nhỏ. Orikasa Fumiko (diễn viên lồng tiếng Nhật cho Rukia) thích cách mà Rukia được phát triển trong lúc chiến đấu trước Arrancar, lưu ý cô ấy là một người hùng trong phần giới thiệu bản thân. Tuy nhiên, cô tỏ ra buồn sau khi Rukia đánh bại Arrancar đầu tiên (Di Roy Rinker), cô ấy bị Arrancar Grimmjow đâm liên tiếp. Michelle Ruff (diễn viên lồng tiếng Anh cho Rukia) xem Rukia là một "chiến binh sinh tồn", do ban đầu quá cô đơn rồi được phát triển xuyên suốt bộ anime mà cô ấy buộc phải tin tưởng người khác. Cô cũng thích vẻ ngầu của Rukia khi chiến đấu, nhưng lưu ý những thách thức khi lồng tiếng Rukia do nhiều thần thái khác nhau của cô ấy. Ruff là quán quân ở hạng mục "Nữ diễn viên lồng tiếng (Anh) xuất sắc nhất" tại lễ trao giải SPJA Industry Awards 2009 nhờ màn thể hiện vai Rukia. Rukia cũng thắng ở hạng mục "Nhân vật nữ xuất sắc nhất" nhờ lần xuất hiện trong Bleach: Memories of Nobody.
Nhiều ấn phẩm về manga, anime, trò chơi video và các phương tiện truyền thông khác đều dành những lời khen lẫn chê dành cho nhân vật Rukia. Dù Chris Beveridge từ Mania Entertainment nhận thấy phần giới thiệu Rukia trong Bleach là bình thường ở nhiều truyện khác, anh lại khen ngợi cách cô tương tác với các bạn học và Ichigo. Melissa Harper của Anime News Network (ANN) khen ngợi những điểm khác biệt giữa Rukia và khuôn mẫu của các nhân vật nữ shōnen, quả quyết rằng việc Rukia mất đi sức mạnh rồi sau phụ thuộc vào Ichigo là "là nguồn chất liệu tuyệt vời cho cả tính hài và chính kịch trong phim." Tuy nhiên, việc loại bỏ tính chất hài hước trong những cảnh làm nữ sinh của Rukia ở bản dịch tiếng Anh đã gây nhiều tiếc nuối, song Ruff nhận được lời khen vì đã làm "xuất sắc công việc." Carlos Alexandre từ website PopCultureShock xem cô "phần nào là nhân vật để so sánh với Ichigo hơn mà chỉ là mặt kia của chính đồng xu đó". Alexendre nhận xét những hành động và lời nói của Rukia khiến cô xứng đáng nhận được sự tôn trọng. IGN xem cảnh mà Rukia buộc phải chia tay Kurosaki Ichigo và trở về Linh Giới là "vừa đẹp vừa cảm động" và tôn vinh khâu phát triển nhân vật Rukia trong thời gian cô ở nhân giới. Những lần xuất hiện sau này của cô ở Linh Giới bị Theron Martin của ANN phê phán vì cô thiếu hành động, "gây bực dọc vì cô là một nhân vật mạnh mẽ biết bao ở đầu truyện".
Trong bài đánh giá phim điện ảnh người đóng, Rob Hunter từ Film School Rejects phê phán cách kể chuyện trong phim, đặc biệt khi nhân vật nữ chính Rukia (do Sugisaki Hana diễn) buộc phải bị tiết chế xuống làm nhân vật phụ để nhường chỗ cho nhân vật nam chính Ichigo (do Fukushi Sota đóng). Ông còn tán dương màn diễn xuất của Sugisaki và tiếc nuối khi nữ diễn viên được giao những chất liệu kém trong phim.